# مقاطعة المجرية
المجرية هي مقاطعة من ولاية تكانت في موريتانيا.

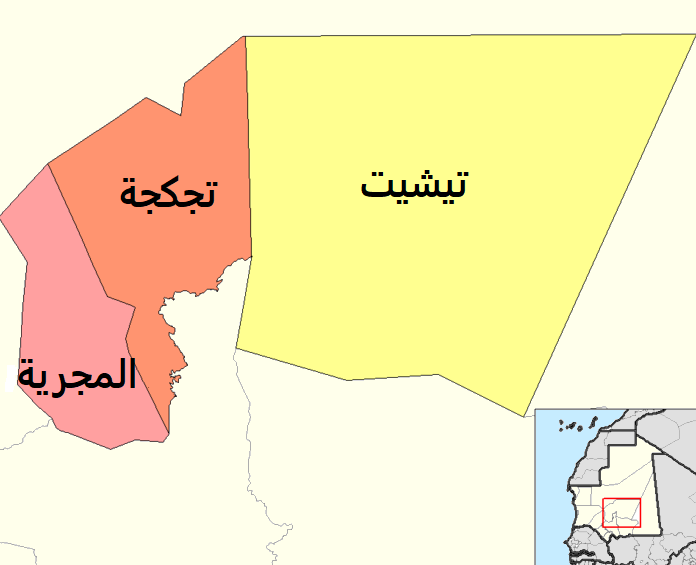
مقاطعات تكانت: المجرية على اليسار

## قائمة البلديات في المقاطعة
تتكون المقاطعة من ثلاث بلديات :
- المجرية
- النبيكة
- السدود